# For No One
"For No One" är en låt från 1966 av The Beatles skriven av John Lennon och Paul McCartney.
"For No One" färdigställdes under tre dagar, 9, 16 och 19 maj 1966. Låter är en av flera som skildrar Pauls sönderfallande relation med Jane Asher, även om många pekat på hur torrt registrerande och nästan likgiltig texten är. Endast Paul och Ringo spelade på låten. I övrigt lät George Martin hyra in valthornsblåsaren Alan Civil för att få den rätta känslan. Civil, som var en av Englands mest framstående på sitt instrument, fick till stora delar skapa solot efter eget huvud. Låten var med på LP:n Revolver, som gavs ut i England och USA den 5 augusti, respektive 8 augusti 1966.